# Вале дел Каука
Вале дел Каука (на испански: Valle del Cauca, на испански се изговаря по-близко до Вайе дел Каука) е един от тридесет и двата департамента на южноамериканската държава Колумбия. Намира се в западната част на страната. Граничи на запад с Тихия океан. Департаментът е с население от 4 532 152 жители (към 30 юни 2020 г.) и обща площ от 20 666 км².

## Общини
Департамент Вале дел Каука е разделен на 42 общини. Някои от тях са:
1. Алкала
2. Боливар
3. Бугалагранде
4. Кали
5. Калима